# Magnetická bouře

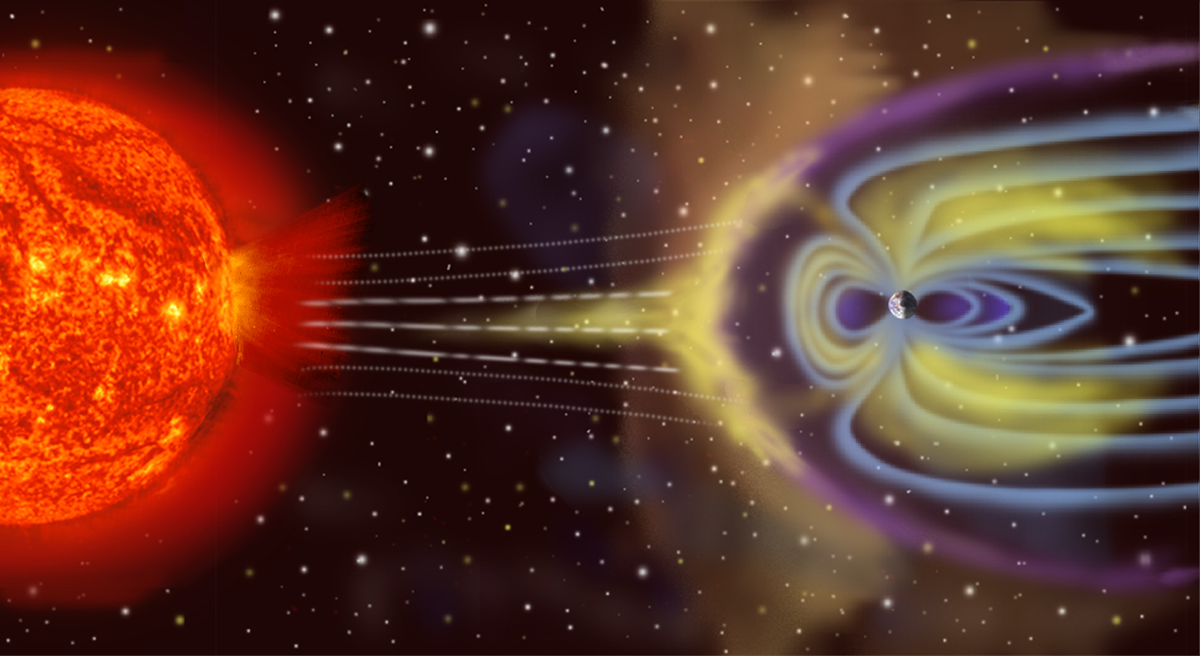
Magnetická bouře

Magnetická bouře, resp. v případě Země i geomagnetická bouře, je narušení magnetického pole planety (Země) silným proudem nabitých částic unikajících vysokou rychlostí z hvězdy (Slunce). Tento proud částic se uvolňuje při mohutných explozích žhavého plazmatu na povrchu Slunce při tzv. slunečních erupcích.
Během bouřky se silně naruší část zemské atmosféry (ionosféra), která je zodpovědná za odrazy rádiových elektromagnetických vln v pásmu krátkých vln. Během intenzivních bouřek může dojít až k úplnému znemožnění šíření a odrazů elektromagnetických vln od ionosféry, může narušit komunikaci se satelity na oběžné dráze Země, případně způsobit nepřesnou lokalizaci cílů globálního družicové polohového systému.

## G-stupnice
Pro určení síly magnetické bouře a jejích vlivů se používá tzv. G-stupnice. Stupnice se skládá z pěti stupňů označených G1 až G5 a každý určuje sílu a závažnost bouře. Někdy se používá označení G0 pro stav, kdy k magnetické bouři nedochází.
| Stupeň | Závažnost   | Vlivy | Vlivy | Vlivy | Průměrná frekvence                  | Dní během 24. solárního cyklu |
| Stupeň | Závažnost   | Energetická soustava | Kosmická zařízení | Ostatní vlivy | Průměrná frekvence                  | Dní během 24. solárního cyklu |
| ------ | ----------- | --- | --- | --- | ----------------------------------- | ----------------------------- |
| G1     | Malá        | Může docházet ke slabým výkyvům elektrické sítě. | Možný malý dopad na provoz satelitů. | Stěhovaví živočichové jsou postiženi, polární záře jsou běžně viditelné ve vysokých zeměpisných šířkách. | 1 700 za cyklus (900 dní za cyklus) | 256                           |
| G2     | Mírná       | Napájecí soustavy ve vysokých zeměpisných šířkách mohou zaznamenávat přepětí, dlouhotrvající bouře mohou způsobit poškození transformátorů.                                                                                | Kosmická zařízení mohou vyžadovat nápravná opatření od pozemního řízení, možné změny v předpovězené oběžné dráze.                                                         | Šíření rádiových signálů v pásmu krátkých vln se může ve vyšších zeměpisných šířkách zhoršovat, zvířata mohou být podrážděná, polární záře může být k vidění na 55. rovnoběžce, což odpovídá severu Německa a Polska. | 600 za cyklus (360 dní za cyklus)   | 86                            |
| G3     | Silná       | Mohou být vyžadovány korekce napětí, některá ochranná zařízení mohou hlásit falešné poplachy. | Na satelitech může docházet k povrchovému přebíjení, u satelitů na nízké oběžné dráze se může zvýšit odpor a mohou se vyskytnout problémy s orientací vyžadující korekci. | Může docházet k výpadkům satelitní navigace a problémům s rádiovou komunikací v pásmech středních a dlouhých vln, výpadkům rádiové komunikace v pásmu krátkých vln, polární záře může být pozorována i na 50. rovnoběžce, což odpovídá jižnímu okraji Prahy, Říčanům či Kouřimi. | 200 za cyklus (130 dní za cyklus)   | 18                            |
| G4     | Velmi silná | Možné vážné problémy s řízením napětí, některé ochranné systémy mohou vyřadit klíčová zařízení ze sítě. | Může dojít k problémům s povrchovým přebíjením a problémům s dohledem, může docházet k problémům s orientací vyžadujícím nutné opravy.                                    | Šíření signálu v pásmu krátkých vln může být sporadické, stav satelitní navigace se během hodin může zhoršovat, rádiová komunikace v pásmech středních a dlouhých vln může být narušena, polární záře může být pozorována z 45. rovnoběžky, což odpovídá jižní Francii, Chorvatsku, Srbsku, Rumunsku a Krymu. | 100 za cyklus (60 dní za cyklus)    | 9                             |
| G5     | Extrémní    | Mohou nastat závažné problémy s řízením napětí a problémy s ochrannými zařízeními, některé systémy mohou zaznamenat úplný kolaps a výpadky proudu, transformátory mohou být poškozeny. Škody a výpadky mohou být i trvalé. | Může dojít k rozsáhlému povrchovému přebíjení, problémy s orientací a dohledem a výpadkům.                                                                                | Šíření signálu v pásmu krátkých vln může být v rozsáhlých oblastech nemožné i v řádu dní, satelitní navigace se může po řadu dní potýkat s výpadky, rádiová komunikace v pásmech středních a dlouhých vln může být znemožněna po dobu několika hodin, některé komplikované elektrické přístroje mohou být trvale zničeny a může být nutná jejich úplná náhrada, polární záře může být viděna minimálně z 40. rovnoběžky, což odpovídá střednímu Španělsku, Řecku a Sardinii. | 4 za cyklus (4 dny za cyklus)       | 0                             |

## Vlivy magnetické bouře

### Narušení elektrických soustav
Podle předpokladů by sluneční bouře o rozsahu stejném jako v roce 1859 dnes způsobila škody v řádu miliard či dokonce bilionů amerických dolarů a zasáhla by hlavně škody na satelitech, rozvodných soustavách, rádiokomunikacích a mohla by způsobit masivní výpadky elektřiny, které by nemuselo být možné obnovit v řádu týdnů, měsíců nebo dokonce let. Takové výpadky elektřiny by rozhodně ohrozily či zničily produkci potravin, získávání informací a placení bankovními kartami a virtuálními měnami.

### Elektrická síť
Když se magnetické pole pohybuje v blízkosti vodiče, jako je drát, vzniká ve vodiči geomagneticky indukovaný proud. To se děje ve velkém měřítku během geomagnetických bouří (stejný mechanismus ovlivnil také telefonní a telegrafní vedení na všech dálkových sítích během bouře v roce 1859). Dlouhé přenosové vedení v řádu kilometrů je tak těmito účinky vystaveno poškození nejvíce. Jedná se zejména o elektrické rozvodné sítě v Číně, Severní Americe a Austrálii. Evropská síť se skládá spíše z kratších přenosových okruhů, které jsou méně náchylné k tak rozsáhlým poškozením.
(Téměř stejnosměrné) proudy v těchto vedeních indukované z geomagnetických bouří jsou škodlivé pro elektrická přenosová zařízení, zejména transformátory – způsobují saturaci jádra, omezují jejich výkon a způsobují zahřívání cívek a jader, čímž vyřazují z provozu různá bezpečnostní zařízení. V závažných případech může teplo zařízení zničit nebo dokonce vyvolat řetězovou reakci, která transformátory v síti může přetížit. Většina generátorů je připojena k síti přes transformátory, které je izolují od indukovaných proudů v síti, takže jsou mnohem méně náchylné k poškození v důsledku geomagneticky indukovaného proudu. Avšak transformátor, který je tomuto vystaven, bude působit jako nevyvážená zátěž generátoru, což způsobí záporný sled proudu ve statoru a následně zahřívání rotoru.
Podle studie společnosti Metatech Corporation by bouře o síle srovnatelné s tou z roku 1921 zničila více než 300 transformátorů a nechala více než 130 milionů lidí bez proudu jen ve Spojených státech, což by stálo několik bilionů dolarů. Rozsah narušení je diskutován, s některými kongresovými svědectvími, které naznačují potenciálně trvalý výpadek do doby, kdy nebude možné vyměnit nebo opravit všechny transformátory. Tyto předpovědi jsou v rozporu se zprávou North American Electric Reliability Corporation, která dochází k závěru, že geomagnetická bouře by způsobila dočasnou nestabilitu sítě, ale žádné rozsáhlé zničení vysokonapěťových transformátorů. Zpráva poukazuje na to, že široce projednávaný kolaps quebecké sítě nebyl způsoben přehřátím transformátorů, ale téměř současným vypnutím sedmi relé.
Kromě toho, že transformátory jsou citlivé na účinky geomagnetické bouře, mohou být společnosti také nepřímo ovlivněny geomagnetickou bouří. Internetové služby mohou například vypadnout během geomagnetických bouří a zůstat nefunkční i dlouhou dobu poté. Energetické společnosti mohou mít zařízení, která ke svému fungování vyžadují funkční připojení k internetu, takže v době, kdy budou internetové služby mimo provoz, nemusí být distribuována ani elektřina.
Přijímáním výstrah a varování o geomagnetických bouřích (např. od Space Weather Prediction Center; prostřednictvím satelitů Space Weather jako SOHO nebo ACE) mohou energetické společnosti minimalizovat škody na zařízeních pro přenos energie dočasným odpojením transformátorů nebo vyvoláním dočasných výpadků proudu. Existují také preventivní opatření, včetně zabránění přítoku GIC do sítě prostřednictvím spojení nulový vodič – zem.

### Komunikace
Krátkovlnné (3–30 MHz) komunikační systémy využívají ionosféru k odrazu rádiových signálů na velké vzdálenosti. Ionosférické bouře mohou ovlivnit rádiovou komunikaci ve všech zeměpisných šířkách. Některé frekvence jsou absorbovány a jiné jsou odraženy, což vede k rychle kolísajícím signálům a neočekávaným cestám šíření. Televizní a komerční rozhlasové stanice jsou málo ovlivněny sluneční aktivitou, ale vysílání země-vzduch, loď-pobřeží, krátkovlnné vysílání a amatérské rádio (většinou pásma pod 30 MHz) mohou být rušeny. Rádioví operátoři využívající krátkovlnná pásma spoléhají na solární a geomagnetické výstrahy, aby udrželi své komunikační okruhy v provozu.
Sluneční aktivitou jsou ovlivněny i vojenské detekční nebo systémy včasné výstrahy pracující v pásmech krátkých vln. Radar „nad horizontem“ odráží signály od ionosféry, aby monitoroval start letadel a raket na velké vzdálenosti. Během geomagnetických bouří může být tento systém značně narušen rádiovým rušením. Také některé systémy detekce ponorek používají magnetické podpisy ponorek jako jeden vstup do jejich lokalizačních schémat. Geomagnetické bouře mohou tyto signály maskovat a zkreslovat.
Federální úřad pro letectví běžně přijímá upozornění na záblesky slunečního rádia, aby mohl rozpoznat problémy s komunikací a vyhnout se zbytečné údržbě. Když je letadlo a pozemní stanice zarovnána se Sluncem, na rádiových frekvencích řízeného vzduchem se může vyskytovat vysoká hladina šumu. To se také může stát při satelitní komunikaci UHF a SHF, když jsou pozemská stanice, satelit a Slunce v zákrytu. Aby se předešlo zbytečné údržbě satelitních komunikačních systémů na palubě letadla, AirSatOne poskytuje živý přenos geofyzikálních událostí z NOAA Space Weather Prediction Center. Umožňuje uživatelům zobrazit pozorované a předpovídané vesmírné bouře. Geofyzikální výstrahy jsou důležité pro letové posádky a personál údržby, aby zjistili, zda nějaká nadcházející činnost nebo historie má nebo bude mít vliv na satelitní komunikaci, navigaci GPS a HF komunikaci.
Telegrafní linky byly v minulosti ovlivněny geomagnetickými bouřemi. Telegrafy používaly jediný dlouhý drát pro datovou linku, tažený na vzdálenosti v řádu kilometrů, používající uzemnění jako návratový drát a napájený stejnosměrným proudem od baterie. Díky tomu byly (spolu s elektrickými vedeními uvedenými níže) náchylné k ovlivnění kolísáním způsobeným prstencovým proudem. Napětí/proud indukovaný geomagnetickou bouří mohl snížit signál, když se odečetl od polarity baterie nebo způsobit příliš silné či falešné signály, když se naopak přičetl. Někteří provozovatelé se naučili odpojovat baterii a spoléhat se na indukovaný proud jako zdroj energie. V extrémních případech byl indukovaný proud tak vysoký, že cívky na přijímací straně praskaly v plamenech nebo obsluha telegrafu utrpěla elektrický šok. Geomagnetické bouře ovlivňují také dálkové telefonní linky, včetně podmořských kabelů, pokud nejsou z optických vláken.
Poškození komunikačních satelitů může narušit mimozemské telefonní, televizní, rozhlasové a internetové spojení. Národní akademie věd Spojených států informovala v roce 2008 o možných scénářích rozsáhlého narušení slunečního vrcholu v letech 2012–2013. Sluneční superbouře by mohla způsobit rozsáhlé celosvětové výpadky internetu v řádu měsíců. Studie popisuje potenciální zmírňující opatření a výjimky – jako jsou uživatelsky řízené mesh sítě, související peer-to-peer aplikace a nové protokoly – a analyzuje robustnost současné internetové infrastruktury.

### Navigační systémy
Globální navigační satelitní systémy (GNSS) a další navigační systémy jako LORAN a dnes již neexistující OMEGA mohou být nepříznivě ovlivněny, když sluneční aktivita naruší jejich šíření signálu. Systém OMEGA se skládal z osmi vysílačů rozmístěných po celém světě. Letadla a lodě využívaly signály s velmi nízkou frekvencí z těchto vysílačů k určení své polohy. Během slunečních událostí a geomagnetických bouří systém poskytoval navigátorům informace, které byly nepřesné až o několik mil. Pokud by navigátoři byli upozorněni, že probíhá protonová událost nebo geomagnetická bouře, mohli přejít na záložní systém.
Signály GNSS jsou ovlivněny, když sluneční aktivita způsobí náhlé změny hustoty ionosféry, což způsobí, že satelitní signály scintilují (jako blikající hvězda). Scintilace satelitních signálů během ionosférických poruch je studována na HAARP během experimentů s ionosférickou modifikací. To bylo také studováno na Jicamarca Radio Observatory.
Jednou z technologií, která umožňuje přijímačům GNSS pokračovat v provozu v přítomnosti některých matoucích signálů, je monitorování autonomní integrity přijímače (RAIM), které používá GPS. RAIM je však založen na předpokladu, že většina konstelace GPS funguje správně, a proto je mnohem méně užitečná, když je celá konstelace narušena globálními vlivy, jako jsou geomagnetické bouře. I když RAIM v těchto případech zjistí ztrátu integrity, nemusí být schopen poskytnout užitečný a spolehlivý signál.

### Poškození satelitního hardware
Geomagnetické bouře a zvýšená sluneční ultrafialová emise ohřívají horní zemskou atmosféru a způsobují její expanzi. Ohřátý vzduch stoupá a hustota na oběžné dráze satelitů až do vzdálenosti asi 1 000 km se výrazně zvyšuje. To má za následek zvýšený odpor, což způsobuje zpomalení satelitů a mírnou změnu oběžné dráhy. Satelity na nízké oběžné dráze Země, které nejsou opakovaně posouvány na vyšší oběžné dráhy, pomalu klesají a nakonec shoří. Předčasný zánik orbitální stanice Skylab v roce 1979 způsobila změna její oběžné dráhy brzděním v atmosféře v důsledku neočekávaně vysoké sluneční aktivity. Během velké geomagnetické bouře v březnu 1989 musely být čtyři navigační satelity amerického námořnictva vyřazeny z provozu až na týden, US Space Command muselo umístit nové orbitální prvky pro více než 1000 postižených objektů a mise Solar Maximum Mission satelit vypadl z oběžné dráhy v prosinci téhož roku.
Zranitelnost satelitů závisí také na jejich poloze. Jihoatlantická anomálie je nebezpečným místem pro průlet satelitu kvůli neobvykle slabému geomagnetickému poli na nízké oběžné dráze Země.

### Radiační nebezpečí pro člověka
Zemská atmosféra a magnetosféra umožňují přiměřenou ochranu na úrovni země, ale astronauti jsou vystaveni potenciálně smrtelné otravě zářením. Průnik vysokoenergetických částic do živých buněk může způsobit poškození chromozomů, rakovinu a další zdravotní problémy. Velké dávky mohou být okamžitě smrtelné. Sluneční protony s energiemi vyššími než 30 MeV jsou zvláště nebezpečné.
Sluneční protonové události mohou také produkovat zvýšené záření na palubě letadel létajících ve vysokých nadmořských výškách. Přestože jsou tato rizika malá, letové posádky mohou být exponovány opakovaně a monitorování slunečních protonových událostí pomocí družicových přístrojů umožňuje expozici monitorovat a vyhodnocovat a případně upravit letové dráhy a výšky tak, aby se snížila absorbovaná dávka.
Vylepšení na úrovni země, známá také jako události na úrovni země nebo GLE, nastávají, když událost slunečních částic obsahuje částice s dostatečnou energií, aby měly účinky na úrovni země, detekované především jako zvýšení počtu neutronů měřených na úrovni země. Bylo prokázáno, že tyto události mají vliv na dávkování záření, ale významně nezvyšují riziko rakoviny.

### Vliv na zvířata
Existuje velké, ale kontroverzní množství vědecké literatury o souvislostech mezi geomagnetickými bouřemi a lidským zdravím. Začalo to Ruskými listy a toto téma následně studovali západní vědci. Teorie příčiny zahrnují zapojení kryptochromu, melatoninu, epifýzy a cirkadiánního rytmu.
Někteří vědci naznačují, že sluneční bouře mohou donutit velryby vyplout samovolně na pláž. Někteří spekulovali, že by mohla být ovlivněna i migrující zvířata, která k navigaci využívají magnetorecepci, jako jsou ptáci a včely.